# Truite dorée
Oncorhynchus aguabonita
Espèce
La Truite dorée (Oncorhynchus aguabonita, syn. Oncorhynchus mykiss aguabonita) est une espèce de poissons salmoniformes, originaire d'Amérique du Nord.
- Longueur maximale observée du mâle : 71 cm.
- Poids maximum observé : 5 kg.
- Longévité maximale observée : 7 ans.

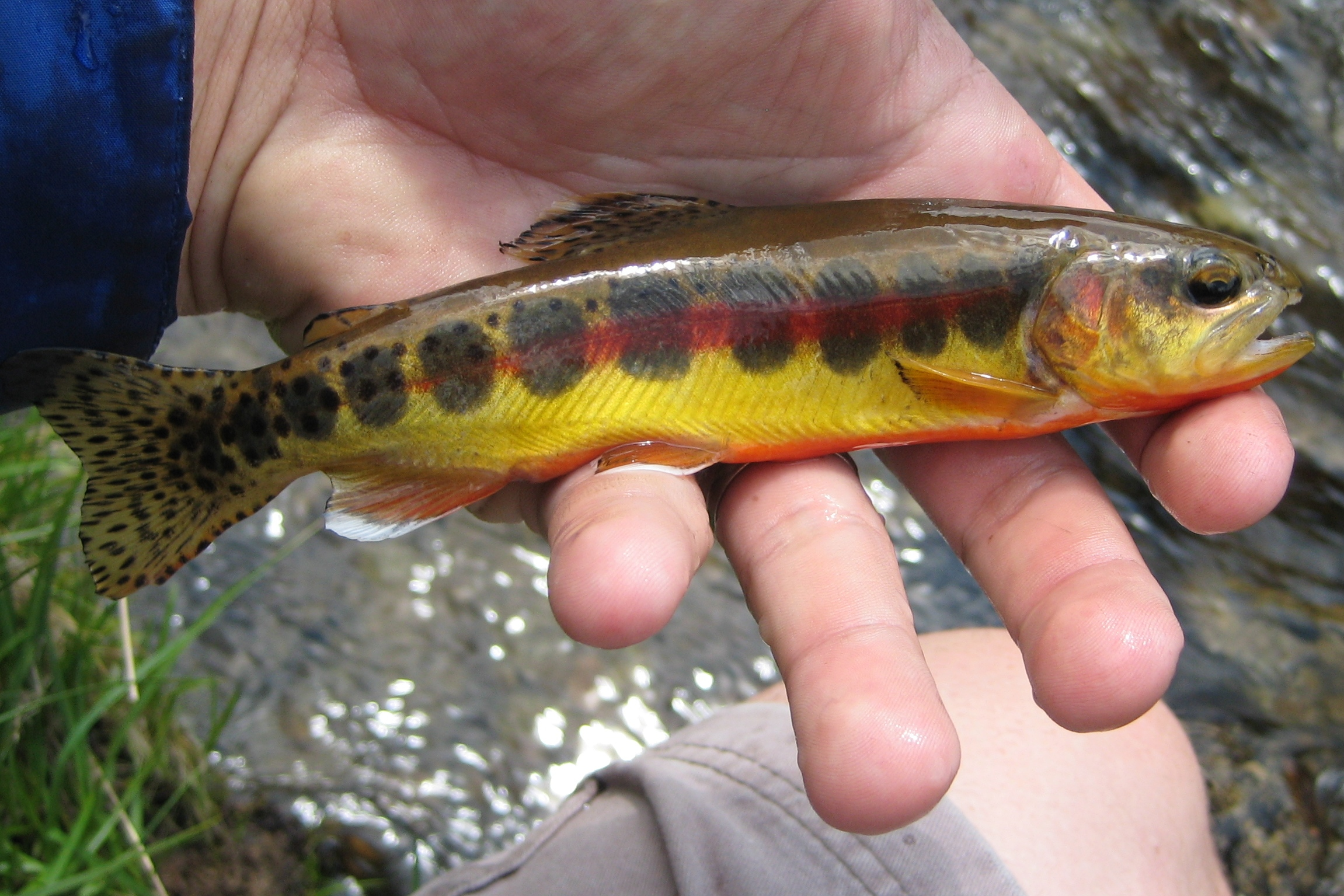